# Burk
Burk er en kommune i Landkreis Ansbach i Regierungsbezirk Mittelfranken i den tyske delstat Bayern. Den er en del af Verwaltungsgemeinschaft Dentlein am Forst.

## Geografi
Landsbyerne Meierndorf og Bruck ligger i kommunen . Nabokommuner er (med uret, fra nord): Wieseth, Bechhofen, Ehingen, Langfurth og Dentlein am Forst.

## Historie
Burk hørte under fyrstebispedømmet Hochstift Bamberg, men kom ved opløsningen af det Tysk-romerske rige under Bayern.
Den internationale børnehjælpeorganisation Christlicher Missionsdienst har sit hovedsæde i Burk-Meierndorf.